# Lichtspielhaus (Fürstenfeldbruck)

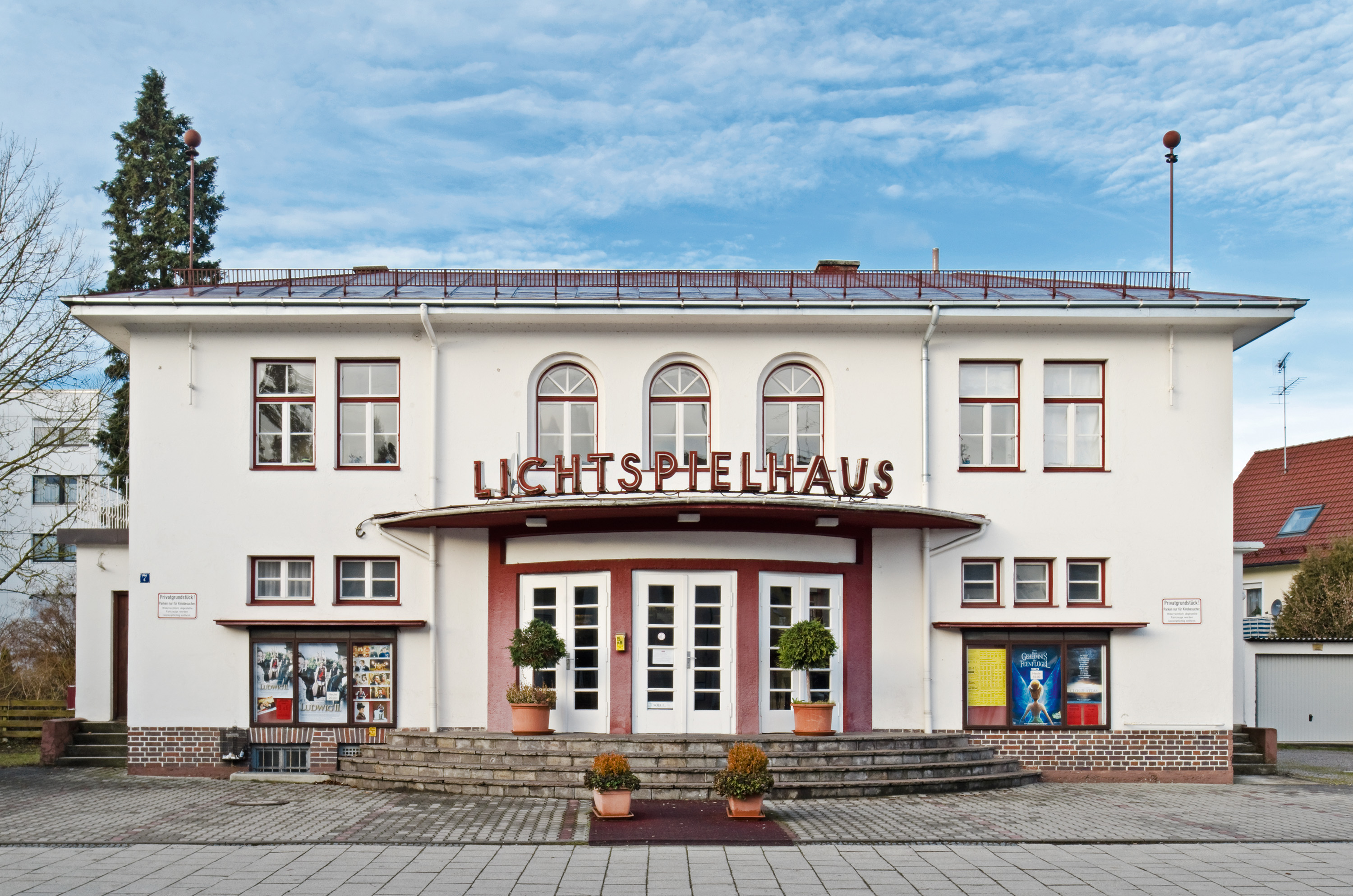
Lichtspielhaus in Fürstenfeldbruck

Das Lichtspielhaus in Fürstenfeldbruck, Maisacher Straße 7, ist ein 1930 erbautes Kino. Es stellte 2013 den Betrieb ein, wurde 2014 unter Denkmalschutz gestellt und 2015 von der Stadt Fürstenfeldbruck erworben. Nach einer umfassenden Renovierung wurde es am 27. Oktober 2017 als Kino- und Kulturzentrum wiedereröffnet. Es gehört zu den ältesten noch genutzten Filmtheatern in Bayern.
Das in Formen des Neuen Bauens der 1920er Jahre gestaltete Gebäude entwarf der Fürstenfeldbrucker Architekt Adolf Voll. Das T-förmige, mit einem flach geneigten Walmdach gedeckte Bauwerk besteht aus einem zweigeschossigen Vorbau mit konvex vortretendem Eingangsbereich mit Flugdach und einem rückwärtig angebauten Kinosaal.
Am 15. Dezember 2023 wird ein an der Nordseite angebauter zweiter Kinosaal mit 35 Plätzen eröffnet. Der modern gehaltene Holzbau kontrastiert ganz bewusst mit dem 1930 erbauten Lichtspielhaus. Neben einer besseren Filmprogrammierung bietet der neu geschaffene Anbau erstmals auch einen behindertengerechten Zugang zu beiden Kinosälen.